# Nakatani Gen
Nakatani Gen (中谷 元 (Trung-Cốc Nguyên) sinh ngày 14 tháng 10 năm 1957) là một chính khách người Nhật Bản, ông từng là Tổng Giám đốc Cơ quan Quốc phòng Nhật Bản (nay là Bộ trưởng Quốc phòng) trong Nội các Koizumi lần thứ nhất từ 2001-2002 và tái bổ nhiệm làm Bộ trưởng Quốc phòng trong Nội các Abe lần 3 năm 2014. Nakatani lần thứ ba được bổ nhiệm làm Bộ trưởng Quốc phòng trong Nội các Ishiba lần 1 và 2 năm 2024.

## Đầu đời
Nakatani sinh ra tại Kōchi và theo học tại Học viện Quốc phòng Nhật Bản. Ông phục vụ bốn năm với tư cách là sĩ quan trong Lực lượng Phòng vệ Mặt đất Nhật Bản (Trung đoàn Bộ binh 20 và Đơn vị Huấn luyện Nhảy dù).

## Sự nghiệp chính trị
Nakatani lần đầu tiên ra tranh cử với tư cách là ứng cử viên Đảng Dân chủ Tự do trong cuộc tổng tuyển cử năm 1990 và giành được một trong năm ghế đại diện cho tỉnh Kōchi, và giữ ghế này trong cuộc tổng tuyển cử năm 1993. Sau cuộc cải cách bầu cử năm 1994 chia Kōchi thành ba khu vực bầu cử đơn lẻ, ông đã tranh cử thành công ở khu vực bầu cử thứ 2 của Kōchi trong cuộc tổng tuyển cử năm 1996 và giữ ghế này cho đến cuộc tổng tuyển cử năm 2014, khi ông chuyển sang khu vực bầu cử thứ 1 của Kōchi; việc bãi bỏ khu vực bầu cử thứ 3 của Kōchi yêu cầu các thành viên Kōchi của Đảng Dân chủ Tự do phải đổi ghế để tất cả họ có thể tiếp tục tại vị. Yamamoto Yūji, người đã giữ khu vực bầu cử thứ 3 kể từ năm 1996, đã chuyển sang khu vực bầu cử thứ 2. Trong khi đó, Fukui Teru, người đã giữ khu vực bầu cử thứ 1 kể từ năm 1996, đã chuyển sang khối đại diện theo tỷ lệ Shikoku.
Nakatani đã ủng hộ động thái bất tín nhiệm của Katō Kōichi và Yamasaki Taku đối với Thủ tướng Mori Yoshirō vào năm 2000, và được bổ nhiệm làm người đứng đầu Cơ quan Quốc phòng Nhật Bản dưới quyền Thủ tướng Koizumi Junichirō vào năm sau.
Vào ngày 28 tháng 4 năm 2015, Nakatani là một trong những vị khách được mời đến Quốc yến do Tổng thống Hoa Kỳ Barack Obama tổ chức để vinh danh Abe tại Nhà Trắng.

## Vị trí chính trị
Trong một bức thư chung do Norbert Röttgen và Anthony Gonzalez khởi xướng trước hội nghị thượng đỉnh G7 lần thứ 47 vào năm 2021, Nakatani đã cùng khoảng 70 nhà lập pháp từ Châu Âu và Hoa Kỳ kêu gọi các nhà lãnh đạo của họ có lập trường cứng rắn đối với Trung Quốc và "tránh trở nên phụ thuộc" vào quốc gia này về công nghệ bao gồm trí tuệ nhân tạo và 5G .